# جمهوری ایرلند (۱۹۱۹–۱۹۲۲)
جمهوری ایرلند (انگلیسی: Irish Republic، ایرلندی: Poblacht na hÉireann یا Saorstát Éireann) یک دولت انقلابی بود که در ژانویه ۱۹۱۹ از پادشاهی متحد بریتانیای کبیر و ایرلند اعلام استقلال کرد. این جمهوری کل جزیره ایرلند را قلمرو خود می‌دانست اما در سال ۱۹۲۰ حکومت آن عملاً فقط بر ۲۱ شهرستان از ۳۲ شهرستان ایرلند بود و نیروهای دولتی انگلیس حضور خود را در بیشتر مناطق شمال-شرقی و همچنین کورک، دوبلین و سایر شهرهای بزرگ حفظ کرده بودند. این جمهوری در مناطق روستایی دارای قدرت بود و از طریق نیروهای نظامی خود می‌توانست بر جمعیت مناطق شهری که مستقیماً آن‌ها را کنترل نمی‌کرد، تأثیر بگذارد.